# Martín Bernat

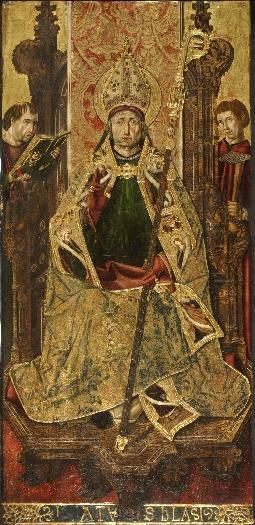
São Brás (San Blas), óleo sobre madeira (93 x 192 cm), Museu de Saragoça.

Martín Bernat (fl. 1450 -1505), foi um pintor gótico aragonês de estilo hispano-flamenco, activo em Saragoça, onde colaborou com Bartolomé Bermejo.